# Lacrosse (satellite)

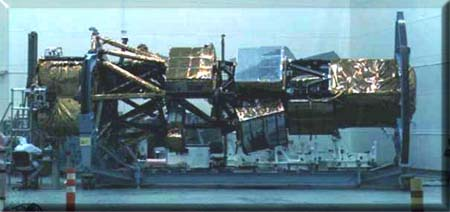
Satellite spia Lacrosse in costruzione.

Lacrosse e Onyx sono i nomi in codice di satelliti spia dell'Ufficio Nazionale per la Ricognizione (NRO, National Reconnaissance Office) degli Stati Uniti.
Anche se non è stata ammessa ufficialmente dall'NRO, l'esistenza di questi satelliti è confermata da numerose prove.  I satelliti Lacrosse effettuano mappature tramite un sistema radar ad apertura sintetica (SAR, Synthetic Aperture Radar), in grado di "penetrare" (inferire dati) fino ad una certa profondità nel terreno; a questo fine sono stati però spediti nello spazio strumenti ancora più efficaci.
Il nome "Lacrosse" si riferisce a tutte le varianti di satellite, mentre "Onyx" è stato usato per la terza e la quarta unità prodotta.
Nel 2001 il National Reconnaissance Office disponeva di tre satelliti spia Lacrosse in aggiunta ad altri tre di categoria KeyHole.

## Lanci
Sono stati lanciati cinque Lacrosse, tre o quattro di questi rimangono tuttora in orbita.
Lacrosse 1, satellite non operativo dal 1997.

Lancio: 2 dicembre 1988, Kennedy Space Center, Launch Complex 39B

Piattaforma: Space Shuttle Atlantis, missione STS-27

Apogeo/perigeo/inclinazione dell'orbita: 447 × 437 km @ 57.0°

Periodo di rivoluzione: 93.4 minutes

Ritiro: 1997

Numero NORAD: 19671
Lacrosse 2, ancora in servizio (2004), missione prolungata.

Lancio: 8 marzo 1991, Vandenberg AFB, Space Launch Complex 4

Piattaforma: Titan IV-A

Apogeo/perigeo/inclinazione dell'orbita: 662 × 420 km @ 68.0°

Numero NORAD: 21147
Lacrosse 3, ancora in servizio, sostituto di Lacrosse 1.

Lancio: 24 ottobre 1997, Vandenberg AFB, Space Launch Complex 4

Piattaforma: Titan IV-A

Apogeo/perigeo/inclinazione dell'orbita: 679 × 666 km @ 57.0°

Numero NORAD: 25017
Lacrosse 4 (variante Onix), ancora in servizio. Dopo la messa in orbita iniziale vennero fatti aggiustamenti minori, riposizionandolo su 675 × 572 @ 68.1°.

Lancio: 17 agosto 2000, Vandenberg AFB, Space Launch Complex 4

Piattaforma: Titan IV-B

Apogeo/perigeo/inclinazione dell'orbita: 695 × 689 km @ 68.0°

Massa: 14,500 kg

Numero NORADr: 26473
L'inclinazione orbitale di 68°, combinata all'altitudine forniscono ai satelliti sopra menzionati una completa visione della superficie terrestre, inclusi i poli.
Il 30 aprile 2005, da Cape Canaveral, su un missile Titan IV-B, è stato lanciato un quinto satellite, Lacrosse 5, in orbita con una inclinazione di 57°.